# Charles Willeford
Charles Ray Willeford III (2 de enero de 1919 - 27 de marzo de 1988) fue un escritor estadounidense. Fue autor de ficción, poesía, autobiografía y crítica literaria. Willeford escribió una serie de novelas protagonizadas por el detective de novela negra Hoke Moseley. Willeford publicó con regularidad a partir de la década de 1940, pero saltó a la fama con el primer libro de Hoke Moseley, Miami Blues (1984), considerada una de las obras de novela negra más influyentes de su época. Se han hecho adaptaciones cinematográficas de cuatro de las novelas de Willeford: Cockfighter, Miami Blues, The Woman Chaser y The Burnt Orange Heresy.

## Infancia y adolescencia
Charles Ray Willeford III nació en Little Rock, Arkansas, el 2 de enero de 1919. Tras la muerte de su padre por tuberculosis en 1922, Willeford y su madre se trasladaron a la zona de Los Ángeles. Tras la muerte de su madre en 1927, también de tuberculosis, vivió con su abuela Mattie Lowey en Figueroa Street, cerca de Exposition Park, hasta 1932. A los trece años, en plena Gran Depresión, se subió a un tren de mercancías en Los Ángeles, adoptó una identidad falsa y, haciéndose pasar por un joven de diecisiete años, viajó en tren por la frontera mexicana durante un año.

## Carrera
En marzo de 1935 se alistó en la Guardia Nacional de California, pero unos meses más tarde solicitó la baja para poder alistarse en el ejército regular de los Estados Unidos. Pasó dos años en el Cuerpo Aéreo destinado en Filipinas, donde trabajó como conductor de camiones de bomberos, conductor de camiones de gas y, brevemente, como cocinero. A finales de 1938, fue licenciado del Ejército. Volvió a alistarse en marzo de 1939, incorporándose de nuevo al Cuerpo Aéreo en March Field, California, pero más tarde fue transferido al 11.º de Caballería destinado en el Presidio de Monterey. En la caballería, aprendió a montar y a cuidar caballos y pasó varios meses aprendiendo el arte de herrar caballos. También sirvió como «cuidador de caballos» en una tropa de ametralladoras y obtuvo la calificación de tirador.
En 1942, Willeford se casó con Lara Bell Fridley antes de ser destinado a Fort Benning, Georgia, para la escuela de infantería. Fue destinado a la Compañía C, 11.er Batallón de Tanques, 10.ª División Blindada y enviado a Europa como comandante de tanques. Luchó en la Batalla de las Ardenas y obtuvo la Estrella de Plata, la Estrella de Bronce al valor excepcional, el Corazón Púrpura con una hoja de roble y la Cruz de Guerra de Luxemburgo. Tras el Día V-E, estudió en la Universidad Americana de Biarritz hasta que fue enviado de vuelta a Estados Unidos.
Willeford se alistó de nuevo en 1945 por un periodo de tres años. Como miembro de la 24ª División de Infantería, estuvo destinado en Kyushu (Japón) de 1947 a 1949. Dirigió la emisora de radio del ejército WLKH y fue ascendido a sargento mayor.
Su primer libro de poesía, Proletarian Laughter, se publicó en 1948. En mayo de 1949, él y su esposa, Lara, se divorciaron. En julio del mismo año, abandonó el ejército, dejando como dirección postal General Delivery, Dallas, Texas. Se matriculó en las Universitarias de Bellas Artes de Lima, Perú, estudiando arte e historia del arte en el programa de posgrado. Fue expulsado de la universidad cuando los funcionarios se enteraron de que no tenía ni licenciatura ni bachillerato. Vivió en Nueva York durante un mes a finales de 1949 antes de volver a alistarse en el ejército del aire.
Willeford estuvo destinado en la base Hamilton de las Fuerzas Aéreas de California hasta abril de 1952. Se casó con Mary Jo Norton en julio de ese año y vivió durante un tiempo en Birmingham, Alabama. En 1953 se publicó la primera novela de Willeford, High Priest of California. Encuadernada en un volumen doble con la novela de otro escritor, vendió 55.000 ejemplares, aproximadamente un tercio de su tirada. En enero de 1954, volvió a alistarse; esta vez fue destinado a la base aérea de Palm Beach, mientras vivía en West Palm Beach. En 1955, fue reasignado a la base aérea de Harmon, en Terranova. Willeford abandonó finalmente el servicio activo en noviembre de 1956. Para entonces, ya se habían publicado otras dos novelas suyas.

## Vida posterior
Tras retirarse del Ejército del Aire en 1956, Willeford trabajó como boxeador profesional, actor, entrenador de caballos y locutor de radio. Estudió pintura en Francia durante un tiempo y regresó a Estados Unidos para asistir al Palm Beach Junior College. Tras obtener un título de asociado en 1960, estudió literatura inglesa en la Universidad de Miami, donde se licenció en 1962 y obtuvo un máster en 1964. Durante este periodo también trabajó como editor asociado en la revista Alfred Hitchcock's Mystery Magazine y comenzó una larga etapa como crítico de libros para el Miami Herald. Willeford había sido muy productivo como novelista tras dejar el ejército, pero después de Cockfighter, de 1962, no volvería a publicar otra novela en nueve años. Tras obtener su licenciatura, Willeford impartió clases de humanidades en la Universidad de Miami hasta 1967, y luego se trasladó al Miami-Dade Community College, donde fue profesor asociado de inglés y filosofía hasta 1985.
En 1971 aparecieron The Burnt Orange Heresy, a menudo identificada como la mejor novela negra de Willeford, y The Hombre from Sonora (esta última bajo seudónimo). Aunque seguiría escribiendo ficción, pasaría de nuevo un largo paréntesis -trece años- antes de que apareciera otra novela suya. En 1974 escribió el guion de la adaptación cinematográfica de Cockfighter, en la que también actuó. En 1976 se divorció de su segunda esposa. Al año siguiente apareció en un pequeño papel en la película Thunder and Lightning, producida por Roger Corman. Willeford se casó con su tercera esposa, Betsy Poller, en 1981. Tres años más tarde se publicó Miami Blues, la primera de las novelas de Hoke Moseley y su retorcida versión de la tradición hardboiled por la que Willeford sería más conocido. La «serie fue casi cortada de raíz», señala Lawrence Block. En la primera secuela inédita de Willeford, «hizo que su improbable héroe cometiera un crimen imperdonable, y terminó el libro con Hoke anticipando satisfecho una vida de confinamiento solitario» Resultó que la popularidad de Miami Blues y sus dos primeras secuelas publicadas propiciaron la mayor ganancia inesperada de la vida del autor: un anticipo de 225.000 dólares para el cuarto libro de Hoke Moseley, The Way We Die Now. Publicada a principios de 1988, sería su última novela.

## Muerte
Charles Willeford murió de un ataque al corazón a los 69 años, en Miami, Florida, el 27 de marzo de 1988, y fue enterrado en el Cementerio Nacional de Arlington, en Arlington, Virginia.

## Estilo literario
Steve Erickson sugiere que las novelas policíacas de Willeford son el «equivalente en el género a las mejores novelas de ciencia ficción de Philip K. Dick. No encajan realmente en el género». Marshall Jon Fisher describe la “verdadera marca” de la escritura de Willeford, en particular de sus primeros libros de bolsillo, como «el humor, un humor distintivamente cascarrabias, a veces chusco, a menudo satírico con respecto al género». «Extravagante es la palabra que siempre me viene a la mente», según el escritor de novela negra Lawrence Block. «Willeford escribió libros estrafalarios sobre personajes estrafalarios, y parece que lo hizo con un magnífico desprecio por lo que pensaran los demás». En la descripción de Erickson, «La cámara no está realmente enfocada en el centro de la escena. Está un poco desviada. No se basan en la trama ni en el lenguaje, lo que las diferencia de la mayoría de las novelas policíacas.» Lou Stathis argumenta que es la «completa falta de sentimentalismo y melodrama de Willeford lo que le distingue de la manada de los llamados escritores de “tipo duro”... La prosa de Willeford es de tono plano y cadencia uniforme -tan emocionalmente neutra- como los rostros inexpresivos de sus sociópatas/psicópatas humanos fingidos... la cuidadosa acumulación de detalles se suma a una verdad incontrovertible de perspicacia».
Woody Haut sugiere que la segunda novela de Willeford, Pick-Up (1955), «combina el romanticismo de David Goodis, el retrato de Horace McCoy de marginados alienados y la descripción de Charles Jackson de la vida como un “fin de semana perdido”». Lee Horsley describe cómo Willeford -junto con sus contemporáneos Jim Thompson y Charles Williams- «estructuró narraciones enteras en torno a la presentación satírica del punto de vista masculino... subvirtiendo los estereotipos masculinos». David Cochran sugiere que, aunque sus protagonistas no son tan psicóticos como los de Thompson, «en cierto modo resultan aún más inquietantes por su apariencia de normalidad», y señala que la mayoría «se han adaptado con éxito a la sociedad estadounidense de posguerra, lo que, dada su naturaleza psicótica, sirve de denuncia condenatoria de la cultura dominante».

Los amplios intereses de Willeford se reflejan en su obra: High Priest of California hace referencia a T. S. Eliot, al Ulises de James Joyce y al compositor Béla Bartók. The Burnt Orange Heresy bromea sobre Samuel Beckett entre contemplaciones de las fuentes de la pintura dadaísta y surrealista. En palabras de Block, «es a la vez una sólida novela policíaca y una feroz ridiculización del arte moderno, al tiempo que constituye quizá la historia más larga jamás contada de un perro callejero». Willeford abordó a veces temas más serios de forma explícita: The Black Mass of Brother Springer (1958) es una de las primeras novelas que describe la revolución de los derechos civiles que siguió a la sentencia del Tribunal Supremo en el caso Brown contra el Consejo de Educación.Pero incluso sin una actualidad tan evidente, había un filo ideológico en su obra. Cochran escribe sobre las novelas del autor de los años cincuenta y sesenta,
Willeford creó un mundo en el que el canibalismo depredador del capitalismo estadounidense constituye el modelo de todas las relaciones humanas, en el que la ética del éxito estadounidense desecha sin piedad a todos los que no pueden o no quieren competir, y en el que la apreciación humana innata de la belleza artística se ve cruelmente distorsionada por las exigencias de la cultura de masas.
En palabras de Haut, Willeford «crea personajes que buscan la autonomía pero se conforman con la supervivencia..... Nunca abandona su perspectiva de clase». Al describir las novelas de Hoke Moseley, Horsley escribe que Willeford «utiliza tanto a sus transgresores como a su investigador... como comentaristas de las injusticias de clase y de un sistema que parece preocupado por poseer y controlar la vida humana». Según Betsy, la esposa de Willeford, éste tenía un credo que también servía de advertencia para los aspirantes a escritores: «Di la verdad y te acusarán de escribir humor negro».

## Notable e influencia
«Nadie escribe mejores novelas policíacas«, dijo Elmore Leonard de Willeford. Sean McCann considera a Willeford -junto con Jim Thompson y David Goodis- uno de los escritores responsables de que “la novela policíaca hard-boiled alcanzara una nueva etapa en su desarrollo durante la ”revolución del libro de bolsillo' de los años cincuenta». Según el librero Mitch Kaplan, experto en la escena literaria del sur de Florida, «Miami Blues inauguró la era moderna de la novela negra de Miami. Hay una línea directa desde [Willeford] a través de casi todos los que escriben novela negra en Miami hoy en día». El también escritor James Lee Burke ha reconocido tener una «gran deuda» con Willeford: «Si alguien quería un consejo sobre escritura, sobre cómo llevarlo a cabo, hacerlo funcionar, darle un puñetazo... Charles podría decirle cómo hacerlo». Daniel Woodrell es otro de los escritores de novela negra en los que ha influido. La característica yuxtaposición de humor y violencia de Willeford fue, al parecer, una de las inspiraciones del director Quentin Tarantino. Sobre Pulp Fiction, Tarantino ha dicho que la película «no es cine negro. Yo no hago neo-noir. Veo Pulp Fiction más cerca de la novela negra moderna, un poco más cerca de Charles Willeford». En 2004, Jonathan Yardley, de The Washington Post, lo definió como «uno de nuestros escritores más hábiles, interesantes, consumados y productivos de lo que el establishment literario insiste en encasillar como ficción de “género”».
Cuatro de los libros de Willeford han sido adaptados a la pantalla: Cockfighter (1974; protagonizada por Warren Oates y dirigida por Monte Hellman), para la que Willeford escribió el guion; Miami Blues (1990; protagonizada por Alec Baldwin y dirigida por George Armitage, también con Fred Ward como Hoke Mosley); The Woman Chaser (1999; protagonizada por Patrick Warburton y dirigida por Robinson Devor), y The Burnt Orange Heresy (2019; protagonizada por Claes Bang y dirigida por Giuseppe Capotondi). Willeford adaptó su primera novela, High Priest of California, en una obra de teatro. Una producción de 1988 en Nueva York, en el Vortex Theatre, representa al parecer su primera puesta en escena completa. Una producción posterior se llevó a escena en 2003.

## Obras
La bibliografía que figura a continuación enumera todas las publicaciones originales de las obras de Willeford y las reimpresiones seleccionadas que contienen variantes de los títulos y/o textos de Willeford o material auxiliar significativo.

### Serie Hoke Moseley
Se publicaron cuatro libros en la serie Hoke Moseley, además de un manuscrito inédito.
- Willeford, Charles (1984). Miami Blues. New York: St. Martin's Press. El título original fue Kiss Your Ass Good-Bye. Reeditado en 2004 por Vintage Crime/Black Lizard con una introducción de Elmore Leonard.
- Willeford, Charles (1985). New Hope for the Dead. New York: St. Martin's Press. Reeditado en 2004 por Vintage Crime/Black Lizard con una introducción de James Lee Burke.
- Willeford, Charles (1987). Sideswipe. New York: St. Martin's Press. Reeditado en 2005 por Vintage Crime/Black Lizard con una introducción de Lawrence Block.
- Willeford, Charles (1988). The Way We Die Now. New York: Random House. Reeditado en 2005 por Vintage Crime/Black Lizard con una introducción de Donald E. Westlake.

El manuscrito inédito es Grimhaven. Existe una fotocopia del texto mecanografiado que se conserva en el Archivo Charles Willeford de la Biblioteca del Condado de Broward, Florida (212 hojas, sin fecha, con «NOTA: según Betsy Willeford [viuda del autor]: 'Sr. del “Hoke Mosely negro” [sic], nunca publicado, vendido a un pequeño pero despiadado grupo de coleccionistas en forma de copias Xerox. No puede ser copiado en la biblioteca por los usuarios que lo venderán al por mayor en Internet'».) Originalmente estaba previsto que fuera la segunda novela de Hoke Moseley.

### Otras novelas
- High Priest of California/[Full Moon]. Nueva York: Royal Books, 1953. Original en rústica.
- Pick-Up. Nueva York: Beacon Books, 1955. Original en rústica.
- High Priest of California/Wild Wives. Nueva York: Beacon Books, 1956. Original en rústica.
  - High Priest of California/Wild Wives. San Francisco: RE/Search Publications, 1987. Reimpresión en rústica comercial. Incluye una introducción de Lou Stathis, un epílogo de V. Vale y Andrea Juno, notas biográficas y una bibliografía. También se incluye la propia adaptación de Priest realizada por Willeford en formato teatral.

- Honey Gal. Nueva York: Beacon Books, 1958. Original en rústica. Willeford pretendió titularla The Black Mass of Brother Springer.
  - The Black Mass of Brother Springer. Berkeley, California: Black Lizard Books, 1989. Reimpresión en rústica, con el título de Willeford restaurado.
  - The Black Mass of Brother Springer. Nueva Albany, Indiana: Wit's End Publishing, 2004. Reimpresión en rústica comercial, con el título de Willeford restaurado. Incluye un prólogo de James Sallis.

- Lust Is a Woman. Nueva York: Beacon Books, 1958. Original en rústica. El título original de Willeford era Made in Miami.
  - Made in Miami . Point Blank, 2008. Reimpresión en rústica comercial, con el título de Willeford restaurado.

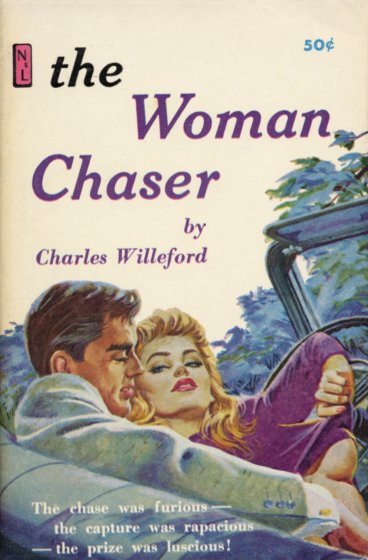
"Nunca más podría alcanzar las alturas alcanzadas por la épica Lumpy Grits ". Portada de The Woman Chaser (1960)

- The Woman Chaser. Chicago: Biblioteca Newsstand, 1960. Original en rústica.
- The Whip Hand. Greenwich, Connecticut: Fawcett Publications, 1961  Original en rústica. Publicado bajo el exclusivo nombre de W. Franklin Sanders, aunque la evidencia documental y el análisis estilístico indican que es en gran parte, quizás casi en su totalidad, obra de Willeford. Un manuscrito de la novela, escrito alrededor de 1952, encontrado en sus archivos indica que el título original de Willeford era Deliver Me from Dallas!
  - Deliver Me from Dallas! Tucson, Arizona: Publicaciones Dennis McMillan, 2001. Tapa dura de la versión manuscrita original de Willeford, con su nombre y título restaurados. Incluye una introducción de Jesse Sublett.

- Understudy for Love. Chicago: Biblioteca Newsstand, 1961. Original en rústica.
- Understudy for Death. Londres: Titan Books, 2018. [34] Primera edición de Hard Case Crime, julio de 2018. Inédito hasta 2018.
- No Experience Necessary. Chicago: Biblioteca Newsstand, 1962. Original en rústica.
- Gallo de pelea. Chicago: Chicago Paperback House, 1962. Original en rústica.
  - Gallo de pelea. Nueva York: Crown Publishers, 1972. De tapa dura. Una segunda edición ligeramente reescrita de la novela.

- The Burnt Orange Heresy. Nueva York: Crown Publishers, 1971. El primer original de tapa dura de Willeford.
- The Hombre from Sonora. Nueva York: Lenox Hill Press, 1971. Su segundo original en tapa dura. Publicado bajo el seudónimo de "Will Charles". El título original de Willeford era The Difference.
  - The Difference. Tucson, Arizona: Publicaciones Dennis McMillan, 1999. Reimpresión de tapa dura, con el título original de Willeford restaurado.

- Kiss Your Ass Good-Bye. Miami Beach, Florida: Publicaciones Dennis McMillan, 1987. Tapa dura. Un fragmento independiente de la novela de Willeford The Shark-Infested Custard, terminada a principios de 1975, pero rechazada por todos los que la vieron como "demasiado deprimente" para publicar. Tirada de cuatrocientos ejemplares.
- A Charles Willeford Omnibus. Londres: MacDonald and Co, 1991. De tapa dura. Recopila Pick-Up, The Burnt Orange Heresy, and Cockfighter.
- The Shark-Infested Custard. Nueva York, NY: Underwood-Miller Books, 1993. De tapa dura.
  - The Shark-Infested Custard. Nueva York: Dell, 1996. Reimpresión en rústica. Incluye una introducción de Lawrence Block.

### Poesía
- The Outcast Poets. Yonkers, Nueva York: Alicat Bookshop Press, 1947. Número 8 de la serie de libros "Outcast" de Alicat Bookshop Press. Recopila poemas de Willeford y otros cuatro escritores.
- Proletarian Laughter. Yonkers, Nueva York: Alicat Bookshop Press, 1948.
- Poontang and Other Poems. Ciudad de Crescent, Florida: New Athenaeum Press, 1967.

### Cuentos y no ficción
- The Machine in Ward Eleven.  Nueva York: Belmont Books, 1963. Original en rústica. Colección de cuentos cortos.
- A Guide for the Undehemorrhoided. Kendall, Florida: autoeditado, 1977. De tapa dura. Un breve relato de la operación de hemorroides de Willeford.
- Off the Wall. Montclair, Nueva Jersey: Pegasus Rex Press, 1980. De tapa dura. No ficción. Un relato del caso del Hijo de Sam, que cuenta la historia de Craig Glassman, el ayudante del sheriff que capturó a David Berkowitz .

- Something About a Soldier. Nueva York: Random House, 1986. De tapa dura. Autobiografía que cubre los primeros viajes de Willeford al Ejército y la Fuerza Aérea en tiempos de paz en Filipinas y California, desde los dieciséis hasta los veinte años.
- New Forms of Ugly: The Immobilized Hero in Modern Fiction. Miami Beach, Florida: Publicaciones Dennis McMillan, 1987. Tapa dura. [35] Una versión revisada de Immobilized Man: A New Hero In Modern Fiction, la tesis de maestría de Willeford en la Universidad de Miami. Un estudio de la literatura sobre la angustia, que abarca a escritores desde Fiódor Dostoievski, pasando por Franz Kafka y Samuel Beckett, hasta Chester Himes y Saul Bellow.
- Everybody's Metamorphosis. Missoula, Montana: Publicaciones Dennis McMillan, 1988. Tapa dura y piel de cabra de edición limitada. Colección de cuentos y ensayos. Incluye bibliografía anotada por Don Herron.
- I Was Looking for a Street. Woodstock, Vermont: Countryman Press, 1988. De tapa dura. Autobiografía que abarca la infancia de Willeford y el período en el que, siendo adolescente, salió a la carretera durante la Depresión, antes de unirse al ejército.
- Collected Memoirs of Charles Willeford. Sarasota, Florida: Disc-Us Books, 1988. Libro de bolsillo. Recopila Something About a Soldier y I Was Looking for a Street.
- Cockfighter Journal: The Story of a Shooting. Santa Bárbara, California: Neville Publishing, 1989. De tapa dura. Autobiografía que cubre el rodaje de la producción de Roger Corman de Cockfighter (para la cual Willeford escribió el guión y actuó el papel de Ed Middleton), extraída de un diario que mantuvo durante el rodaje.
- Writing and Other Blood Sports. Tucson, Arizona: Publicaciones Dennis McMillan, 2000. De tapa dura. Colección de ensayos sobre la escritura, escritores y hechos de la vida relacionados.
- The Second Half of the Double Feature. Nueva Albany, Indiana: Wit's End Publishing, 2003. Tapa dura y libro de bolsillo. Colección de cuentos, viñetas y esbozos autobiográficos. La tapa dura también incluye la poesía completa de Willeford.

Se puede encontrar una bibliografía completa en la biografía de Don Herron, Willeford (1997).